# Рошковский, Чеслав
Чеслав Рошковский (пол. Czesław Roszkowski) — польский актёр театра, кино, кабаре, радио и телевидения.

## Биография
Родился в Замбруве. Он получил актёрский диплом, сдав экзамены экстерном. Дебютировал в театре в 1928, в телевидении в 1953, в кино в 1958 году. Актёр театров в Луцке, Сосновеце, Катовице, Белостоке и Варшаве. Выступал в спектаклях польского «театра телевидения» с 1953 и «театра Польского радио» с 1957 года. Играл роль швейцара в «Кабаре джентльменов в возрасте». Умер в Варшаве, похоронен на Брудновском кладбище в Варшаве.

## Избранная фильмография
- 1958 — Галоши счастья / Kalosze szczęścia
- 1958 — Городок / Miasteczko
- 1958 — Восьмой день недели / Ósmy dzień tygodnia
- 1960 — Тысяча талеров / Tysiąc talarów
- 1960 — Пиковый валет / Walet pikowy
- 1965 — Слово имеет прокурор / Głos ma prokurator
- 1970 — Колумбы / Kolumbowie (только в 3-й серии)
- 1971 — Беспокойный постоялец / Kłopotliwy gość
- 1972 — Цветок папоротника / Kwiat paproci

## Признание
- Награда за роль — III Калишские театральные встречи (1963).
- Кавалерский крест Ордена Возрождения Польши.